# Ulrik Lindkvist
Ulrik Lindkvist (5 marzo 1981) è un ex calciatore danese, di ruolo difensore.